# Wikipédia en igbo
Wikipédia en igbo (en igbo : Wikipedia Igbo) est l'édition de Wikipédia en igbo, langue nigéro-congolaise parlée au Nigeria. L'édition est lancée en août 2004, mais dans les faits en mars 2005 (voire en décembre 2005). Son code est : ig.
Au 21 mars 2025, l'édition en igbo contient 41 403 articles et compte 23 810 contributeurs, dont 71 contributeurs actifs et 4 administrateurs.

## Présentation

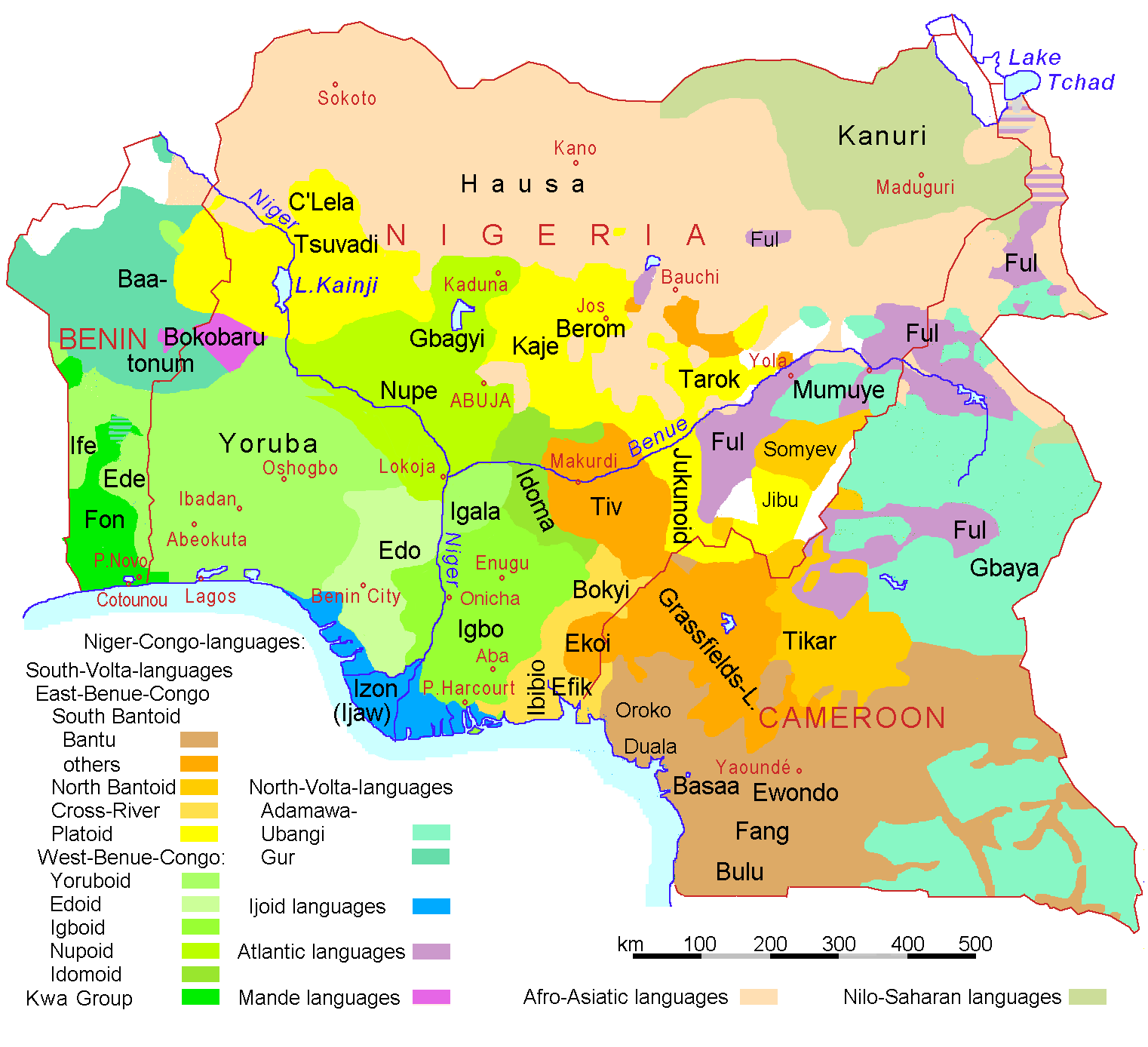
Aire de diffusion de l'igbo.

## Statistiques
- Le 13 mars 2015, l'édition en igbo compte 1 026 articles et 5 430 utilisateurs enregistrés[3], ce qui en fait la 233e[4] édition linguistique de Wikipédia par le nombre d'articles et la 216e[5] par le nombre d'utilisateurs enregistrés, parmi les 287 éditions linguistiques actives.
- Une caractéristique de cette encyclopédie est qu'elle est, entre le 1er mai et le 15 septembre 2015, parmi 286 éditions linguistiques actives, l'édition linguistique à avoir le plus grand pourcentage de pages vues sur le site Wikipédia Zéro, avec 46 % des pages vues (contre 42 % pour la version mobile et 12 % pour la version bureau)[6].
- Le 6 octobre 2022, elle contient 11 046 articles et compte 14 247 contributeurs, dont 126 contributeurs actifs et 5 administrateurs.
- Le 18 septembre 2024, elle contient 36 066 articles et compte 21 117 contributeurs, dont 124 contributeurs actifs et 4 administrateurs.